# Vojvodina
Vojvodina (serbisk kyrillisk: Војводина) er en autonom provins i Serbien. Vojvodina ligger i det nordlige Serbien, nord og øst for floden Donau. Hovedstad og største by er Novi Sad; den næststørste by er Subotica. Vojvodina har mere end 26 etniske folkegrupper og seks officielle sprog.

## Navn
- Serbisk: Аутономна Покрајина Војводина
- Ungarsk: Vajdaság Autonóm Tartomány
- Slovakisk: Autonómna pokrajina Vojvodina
- Rumænsk: Provincia Autonomă Voivodina
- Rusinsk: Автономна Покраїна Войводина
- Kroatisk: Autonomna Pokrajina Vojvodina

Navnet Vojvodina har sin oprindelse i titlen vojvod da regionen var et vojvodskab. Det oprindelige område omfattede udover nutidens Vojvodina i Serbien også områder i nutidens Rumænien og Ungarn.